# آزمایشگاه رانباکسی
آزمایشگاه رانباکسی (به انگلیسی: Ranbaxy Laboratories) شرکت داروسازی هندی است، که در زمینه تولید و عرضه انواع داروهای صناعی فعالیت می‌نماید.
آزمایشگاه رانباکسی در سال ۱۹۶۱ تأسیس شد و امروزه محصولات خود را، در ۱۲۵ کشور عرضه می‌کند، همچنین دارای کارخانجات تولیدی در ۸ کشور جهان می‌باشد.
دفتر مرکزی این شرکت در شهر هاریانا، گورگان، هند قرار دارد و بخشی از سهام آن در بازارهای بورس اوراق بهادار بمبئی و بورس اوراق بهادار ملی هند معامله می‌شود.